# Marie Kristýna Rakouská
Marie Kristina Habsbursko-Lotrinská (německy Maria Christina Désirée Henriette Felicitas Rainiera von Habsburg-Lothringen, španělsky María Cristina de Habsburgo-Lorena, 21. července 1858, Židlochovice– 6. února 1929, královský palác v Madridu) byla španělskou královnou jako druhá manželka Alfonse XII. Byla královnou regentkou v době neobsazení trůnu mezi manželovou smrtí v listopadu 1885 a narozením jejich syna Alfonse XIII. v květnu 1886 a následně také do jeho plnoletosti v květnu 1902.

## Původ, mládí
Rodina ji znala pod jménem Christa a narodila se na zámku Židlochovice (Groß Seelowitz) nedaleko Brna na Moravě jako dcera arcivévody Karla Ferdinanda Rakouského a jeho manželky arcivévodkyně Alžběty Františky Rakouské.
Jejími prarodiči z otcovy strany byli arcivévoda Karel Ludvík Rakouský a princezna Jindřiška Nasavsko-Weilburská.
Různé zdroje připisovaly Marii Kristýně dobré vlastnosti již před sňatkem. Jeden z nich uvádí, že byla „vysoká, krásná, rozumná a vzdělaná“.

## Španělská královna

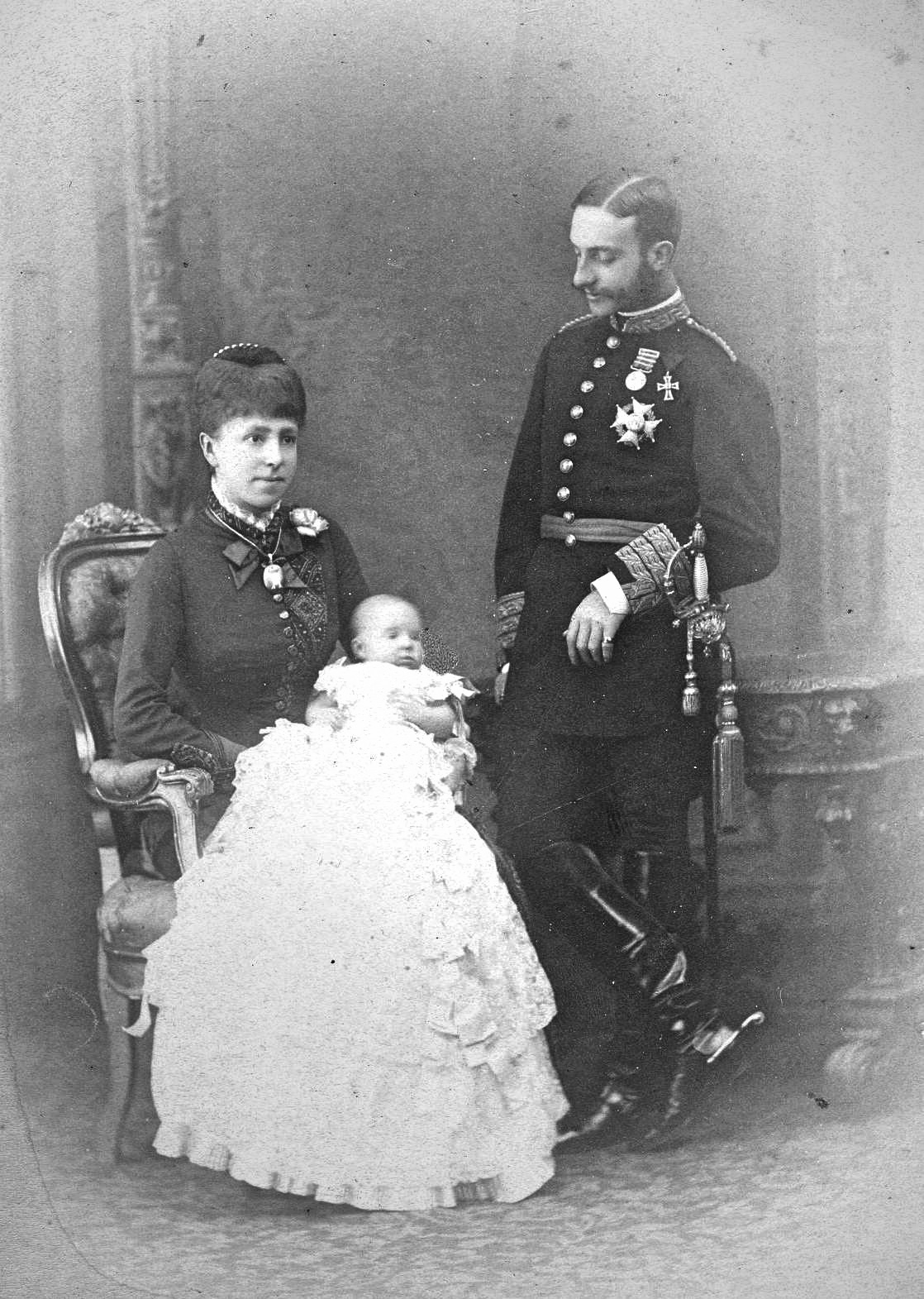
Marie Kristýna s Alfonsem XII. a Mercedes, kněžnou asturskou, v roce 1880.

Po smrti královny Marie de las Mercedes v červnu 1878 se král Alfons XII. rozhodl znovu oženit, aby měl dědice. Královna zemřela jen několik měsíců po svatbě bez potomků, a tak začala jednání s vídeňským dvorem. V srpnu se Alfons XII. vydal do Arcachonu v Gironde s konkrétním cílem setkat se s arcivévodkyní Marií Kristýnou a její matkou arcivévodkyní Alžbětou. Při tomto prvním setkání ji král požádal o ruku a ona přijala.
Počátkem září 1878 španělská vláda zásnuby schválila a císař František Josef požádal svou neteř, aby se oficiálně vzdala titulu abatyše tereziánského kláštera v Praze, protože bylo nutné, aby se budoucí královna vzdala všech svých rakouských jmenování. Žádost byla zveřejněna ve Wiener Zeitung 7. září: „Jeho Veličenstvo španělský král během své návštěvy Arcachonu požádal o ruku nejjasnější paní arcivévodkyně Marie Kristýny... s předchozím souhlasem Jeho císařského a královského apoštolského Veličenstva, jakožto náčelníka císařské rodiny, přijala nejjasnější paní arcivévodkyně zmíněnou nabídku."
V souladu s článkem 56 španělské ústavy schválily 2. listopadu kortesy zákon, který budoucí královně choti přiznává rentu 500 000 peset. Podmínky sňatku byly upraveny dohodou uzavřenou mezi Rakouskem a Španělskem ve Vídni 15. listopadu jejich příslušnými zmocněnci. Téhož dne se Marie Kristýna před císařem a dvorem vzdala nástupnických práv na rakouský trůn podle tradice uložené arcivévodkyním, které se měly provdat za cizího prince. Další sňatkovou dohodu podepsali v Madridu 28. listopadu sám král a Marie Kristýna.
Svatba se konala 29. listopadu 1879 v madridské bazilice Atocha. Domluvený sňatek (druhý sňatek Alfonse XII. po smrti jeho první manželky Marie de las Mercedes Orleánské) byl dohodnut na základě konzervativního profilu, který zastávalo Rakousko-Uhersko, a také na základě prestiže, které Habsburkové dosáhli svým předchozím angažmá v dějinách Španělska, a blokoval možnost potenciální rakouské podpory karlistické věci.

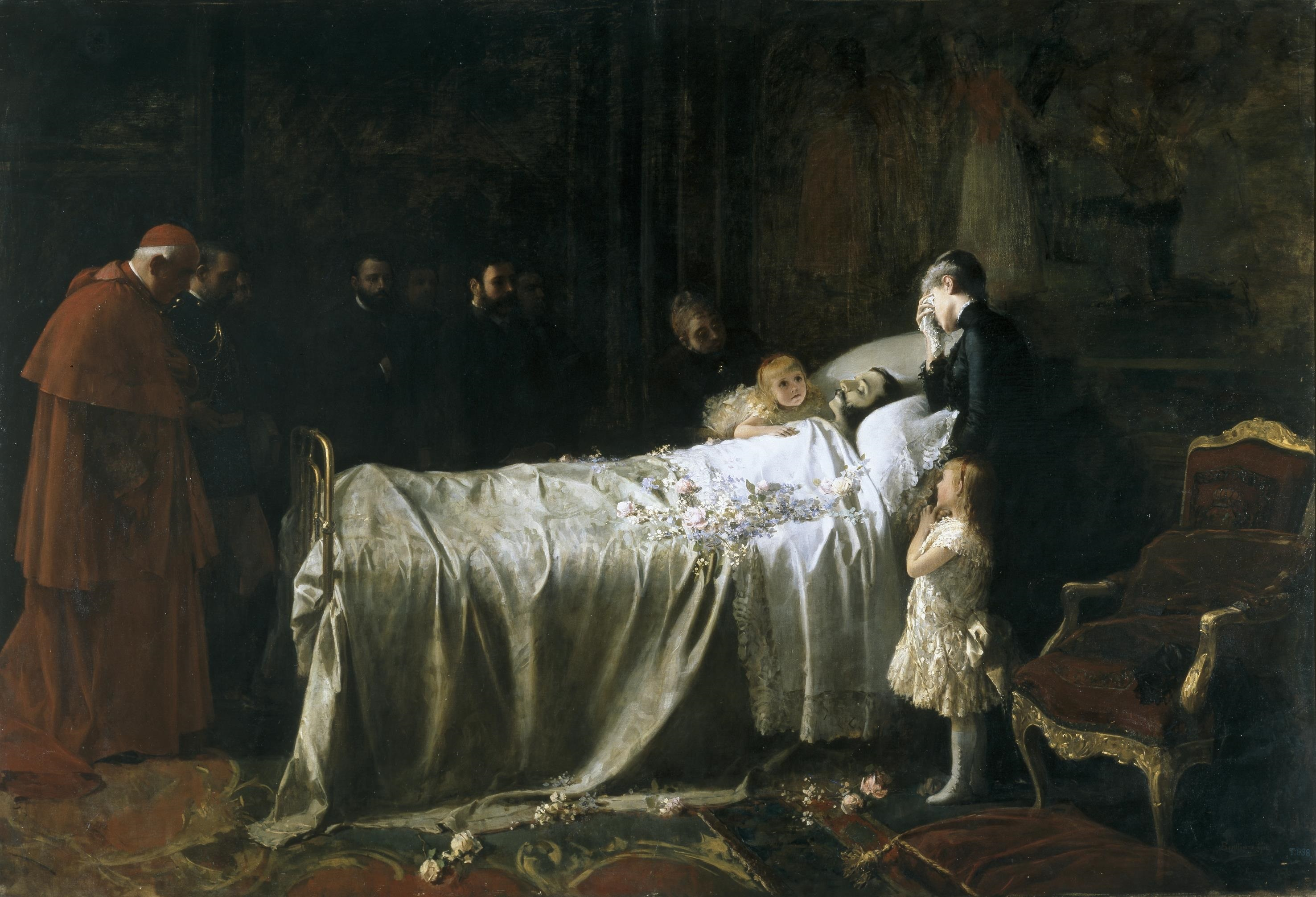
Smrt Alfonse XII. aneb Poslední polibek, Juan Antonio Benlliure

Po porodu dvou dcer - Mercedes (nar. 1880) a Marie Terezy (nar. 1882) - zajistila dynastickou kontinuitu, ale vzhledem k hrozivému mezníku, který pro vládnoucí dynastii znamenaly předchozí karlistické války, byla přesto nucena podstoupit další těhotenství a porodit mužského potomka, aby upevnila politický systém, jak se tehdy uvažovalo.
Před smrtí svého manžela v listopadu 1885 znovu otěhotněla (král trpěl tuberkulózou, přesto vedl aktivní život). Přisuzované poslední přání Alfonse XII., kterým ji prosil, zněly: „Ya verás cómo todo se arregla providencialmente. Pero, si muero, guarda el coño y ándate siempre de Cánovas a Sagasta y de Sagasta a Cánovas„ (“Uvidíš, jak se všechno providenciálně zařídí, přesto, kdybych umřel, drž si kundu na uzdě a jdi vždycky z Cánovas do Sagasta a ze Sagasta do Cánovas"). Ačkoli je to možná apokryf, je to reprezentativní příběh z doby restaurace. O několik měsíců později, v květnu 1886, se jí narodil chlapeček, Alfonso, který po svém narození vládl jako Alfonso XIII.

## Regentství

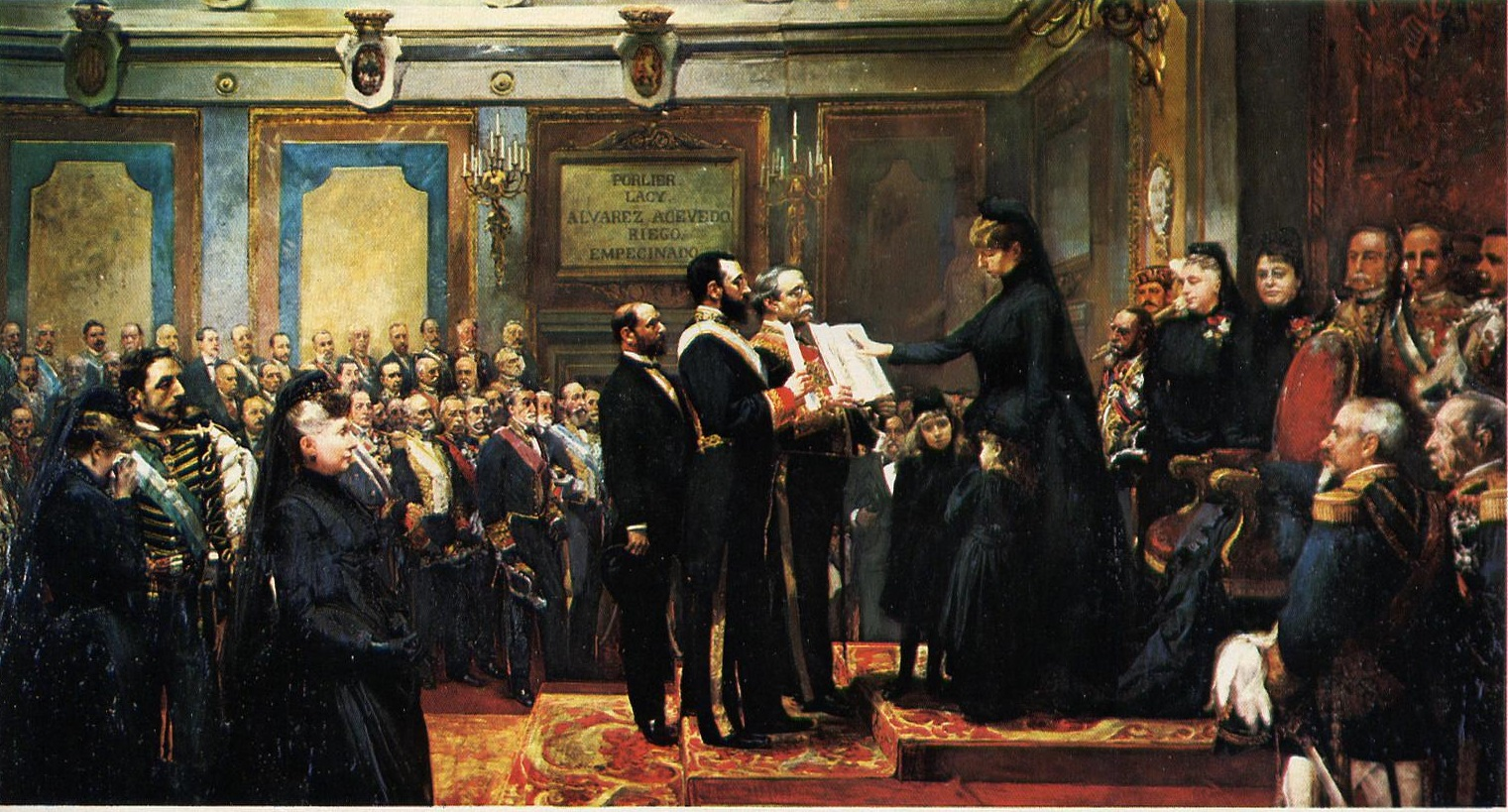
Maria Kristýna skládá přísahu na Ústavu z roku 1876

Po smrti svého manžela v roce 1885 byla Marie Kristýna jmenována regentkou a 30. prosince 1885 složila v Palacio de las Cortes před oběma zákonodárnými sbory přísahu na ústavu z roku 1876. Odmítla titul reina gobernadora („královna guvernérka“), čímž se distancovala od vzpomínky na předchozí regentku Marii Kristýnu Neapolsko-Sicilskou, která jej používala ve 30. letech 19. století.

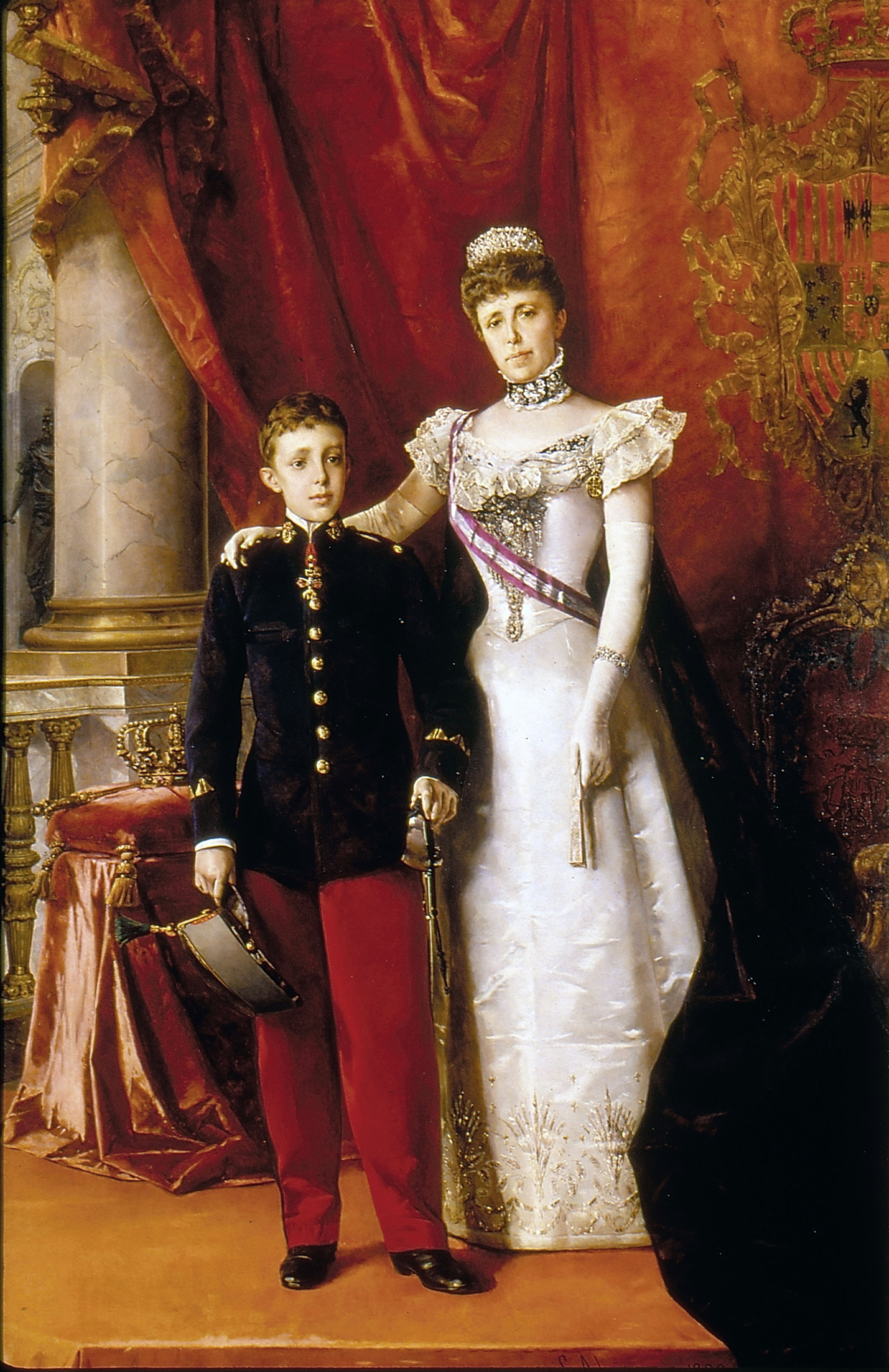
Portrét španělského krále Alfonse XIII. (1886-1941) a jeho matky Marie Kristýny Habsbursko-Lotrinské (1858-1929), 1898.

Když král 25. listopadu 1885 zemřel, byla Marie Kristýna těhotná, takže trůn byl neobsazen, a to v závislosti na tom, zda nenarozené dítě Marie Kristýny bylo mužského nebo ženského pohlaví; v případě mužského pohlaví by se dítě stalo králem, zatímco v případě ženského pohlaví by na trůn usedla starší dcera, Mercedes, kněžna asturská. V tomto období vládla Marie Kristýna jako regentka až do narození syna Alfonse 17. května 1886, který byl od narození králem (Alfonso XIII.).
Vychovávala si přísnou a zdrženlivou osobnost a mezi obyvatelstvem se stala známou jako Doña Virtudes, María la Seca („Marie Zakřiknutá“) a la institutriz („vychovatelka“). Projevovala silné náboženské přesvědčení, které jí získalo podporu papeže Lva XIII. a oslabilo příklon ke karlistickým postojům v řadách duchovenstva.
Jejím hlavním poradcem a předsedou vlády byl Práxedes Mateo Sagasta. Její vláda je popisována jako vyvážená a v souladu s respektováním ústavních práv a během její vlády bylo zavedeno mnoho politických reforem, které měly zabránit politickým konfliktům a chaosu. Její role byla převážně ceremoniální a jejím cílem bylo zachovat korunu pro svého syna, dokud nedosáhne dospělosti.
Během jejího regentství prohrálo Španělsko roku 1898 španělsko-americkou válku. V roce 1898 byla podepsána Pařížská mírová smlouva, ve které Španělsko předalo Kubu, Portoriko, Filipíny a Guam do správy USA, o rok později byla podepsána německo-španělská smlouva, ve které Španělsko prodalo svá zbývající koloniální území v Pacifiku Německu (Palau, Severní Mariany a Karolíny).

## Pozdější léta života

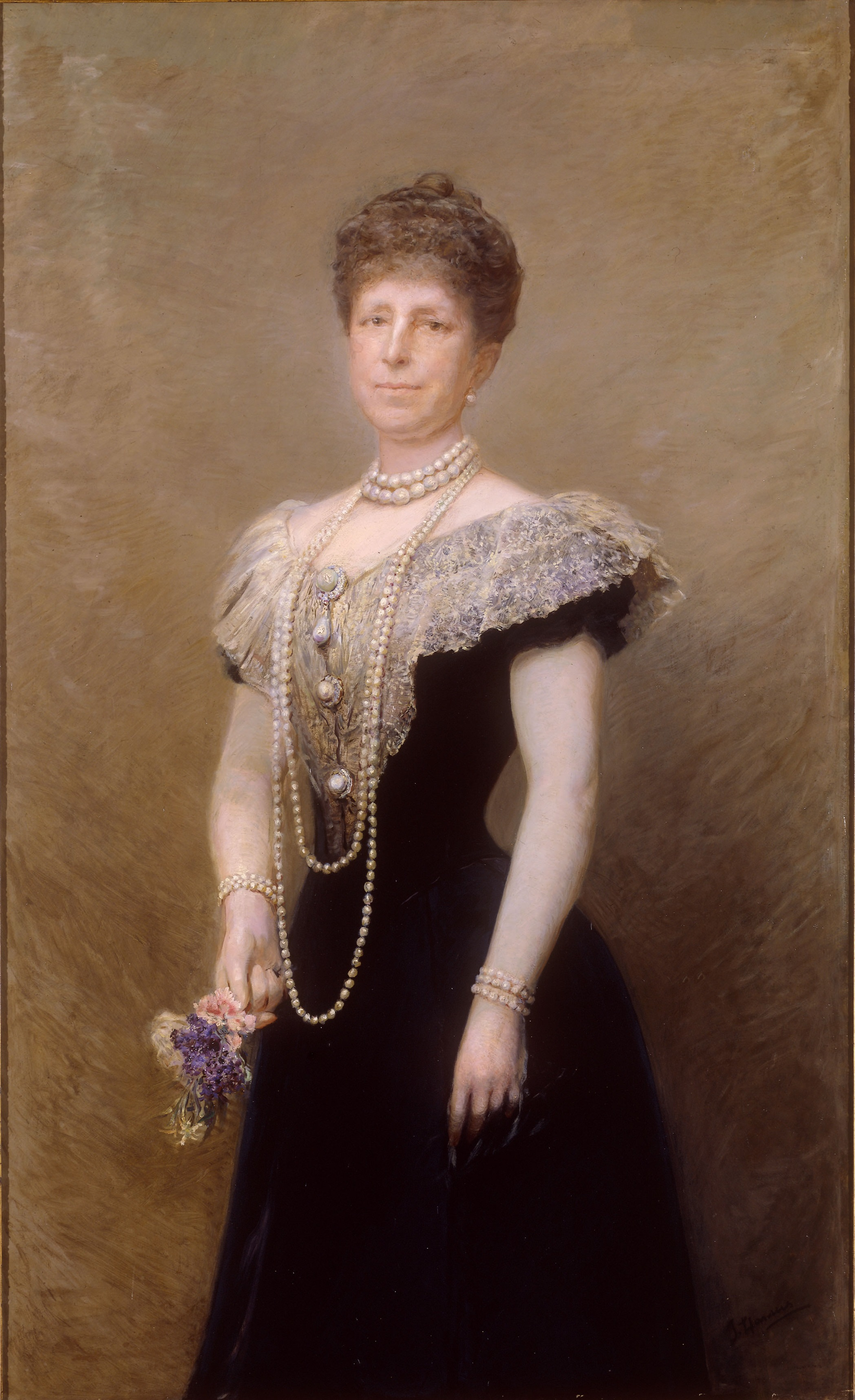
Marie Kristýna Habsbursko-Lotrinská, asi 1909-11

Po sňatku svého syna s Viktorií Evženií z Battenbergu v roce 1906 převzala vedlejší roli ve veřejném dění. Přesto se na ni Alfons XIII. i nadále při mnoha příležitostech obracel s prosbou o radu.
Byla vůdčí osobností, kolem níž se během první světové války soustředila germanofilská bašta na královském dvoře, na rozdíl od menšinové prospojenecké frakce reprezentované její snachou, Viktorií Evženií narozenou v Británii. Španělsko zůstalo během konfliktu neutrální zemí.
Zemřela 6. února 1929 v královském paláci v Madridu po několika týdnech na srdeční chorobu. Je pohřbena v El Escorialu.
Sir Charles Petrie, životopisec Alfonse XIII., tvrdil, že smrt královny vdovy měla na jejího syna katastrofální dopad a že se z této rány nikdy politicky nevzpamatoval. Během necelých dvou let se monarchie zhroutila.
Ruská velkokněžna Marie Pavlovna ji ve svých pamětech z roku 1932 popsala jako „královnu Kristýnu, upravenou energickou stařenku s inteligentní, ostrou tváří a bílými vlasy. Její chování bylo naprosto prosté a srdečné, ale přesto jste cítili, že je to panovnice ze staré školy, která nikdy nevystoupila ze zdí paláce.“

## Zajímavosti
Marie Kristina byla považována za agilní, v tehdejší době až odvážnou ženu. Když v červnu (27. 6.) 1889 královští inženýři prováděli v parku poblíž Madridu experimenty s vojenskými balóny, objevila se náhle královna a projevila přání podniknout let. Hlavní opatrovatelka měla podle svědectví veliký strach letět s ní, proto nastoupila královna sama s jedním z pobočníků a několika inženýry do balónu, jenž se, připevněný dvěma lany, za hromového jásotu vojáků a důstojníků vznesl do výšky 350 metrů. Balónu od té doby nikdo neřekl jinak než „Maria Christina von Habsburg“.

## Potomci
Se svým manželem Alfonsem XII. měla tři děti:
- Mercedes Španělská (11. září 1880 – 17. října 1904), asturská kněžna, ⚭ 1901 Karel Bourbonsko-Sicilský (10. listopadu 1870 – 11. listopadu 1949)
- Marie Tereza Španělská (12. listopadu 1882 – 23. září 1912), ⚭ 1906 Ferdinand Bavorský (10. května 1884 – 5. dubna 1958)
- Alfons XIII. (17. května 1886 – 28. února 1941), král španělský v letech 1886–1931, ⚭ 1906 Viktorie z Battenbergu (24. října 1887 – 15. dubna 1969), vnučka královny Viktorie

## Vývod z předků
|                         |                                              |  |                               |                                    |  |  |  |  |  |  |  | František I. Štěpán Lotrinský |
|                         |                                              |  |                               |                                    |  |  |  |  |  |  |  |                               |
|                         | Leopold II.                                  |  |                               |                                    |  |  |  |  |  |  |  |                               |
|                         |                                              |  |                               |                                    |  |  |  |  |  |  |  |                               |
|                         |                                              |  |                               | Marie Terezie                      |  |  |  |  |  |  |  |                               |
|                         |                                              |  |                               |                                    |  |  |  |  |  |  |  |                               |
|                         | Karel Ludvík Rakousko-Těšínský               |  |                               |                                    |  |  |  |  |  |  |  |                               |
|                         |                                              |  |                               |                                    |  |  |  |  |  |  |  |                               |
|                         |                                              |  |                               | Karel III. Španělský               |  |  |  |  |  |  |  |                               |
|                         |                                              |  |                               |                                    |  |  |  |  |  |  |  |                               |
|                         | Marie Ludovika Španělská                     |  |                               |                                    |  |  |  |  |  |  |  |                               |
|                         |                                              |  |                               |                                    |  |  |  |  |  |  |  |                               |
|                         |                                              |  |                               | Marie Amálie Saská                 |  |  |  |  |  |  |  |                               |
|                         |                                              |  |                               |                                    |  |  |  |  |  |  |  |                               |
|                         | Karel Ferdinand Rakousko-Těšínský            |  |                               |                                    |  |  |  |  |  |  |  |                               |
|                         |                                              |  |                               |                                    |  |  |  |  |  |  |  |                               |
|                         |                                              |  |                               | Karel Kristián Nasavsko-Weilburský |  |  |  |  |  |  |  |                               |
|                         |                                              |  |                               |                                    |  |  |  |  |  |  |  |                               |
|                         | Fridrich Vilém Nasavsko-Weilburský           |  |                               |                                    |  |  |  |  |  |  |  |                               |
|                         |                                              |  |                               |                                    |  |  |  |  |  |  |  |                               |
|                         |                                              |  |                               | Karolína Oranžsko-Nasavská         |  |  |  |  |  |  |  |                               |
|                         |                                              |  |                               |                                    |  |  |  |  |  |  |  |                               |
|                         | Jindřiška Nasavsko-Weilburská                |  |                               |                                    |  |  |  |  |  |  |  |                               |
|                         |                                              |  |                               |                                    |  |  |  |  |  |  |  |                               |
|                         |                                              |  |                               | Vilém Jiří z Kirchbergu            |  |  |  |  |  |  |  |                               |
|                         |                                              |  |                               |                                    |  |  |  |  |  |  |  |                               |
|                         | Luisa Isabela z Kirchbergu                   |  |                               |                                    |  |  |  |  |  |  |  |                               |
|                         |                                              |  |                               |                                    |  |  |  |  |  |  |  |                               |
|                         |                                              |  |                               | Isabela Augusta Reuss Greiz        |  |  |  |  |  |  |  |                               |
|                         |                                              |  |                               |                                    |  |  |  |  |  |  |  |                               |
| Marie Kristýna Rakouská |                                              |  |                               |                                    |  |  |  |  |  |  |  |                               |
|                         |                                              |  |                               |                                    |  |  |  |  |  |  |  |                               |
|                         |                                              |  | František I. Štěpán Lotrinský |                                    |  |  |  |  |  |  |  |                               |
|                         |                                              |  |                               |                                    |  |  |  |  |  |  |  |                               |
|                         | Leopold II.                                  |  |                               |                                    |  |  |  |  |  |  |  |                               |
|                         |                                              |  |                               |                                    |  |  |  |  |  |  |  |                               |
|                         |                                              |  |                               | Marie Terezie                      |  |  |  |  |  |  |  |                               |
|                         |                                              |  |                               |                                    |  |  |  |  |  |  |  |                               |
|                         | Josef Habsbursko-Lotrinský                   |  |                               |                                    |  |  |  |  |  |  |  |                               |
|                         |                                              |  |                               |                                    |  |  |  |  |  |  |  |                               |
|                         |                                              |  |                               | Karel III. Španělský               |  |  |  |  |  |  |  |                               |
|                         |                                              |  |                               |                                    |  |  |  |  |  |  |  |                               |
|                         | Marie Ludovika Španělská                     |  |                               |                                    |  |  |  |  |  |  |  |                               |
|                         |                                              |  |                               |                                    |  |  |  |  |  |  |  |                               |
|                         |                                              |  |                               | Marie Amálie Saská                 |  |  |  |  |  |  |  |                               |
|                         |                                              |  |                               |                                    |  |  |  |  |  |  |  |                               |
|                         | Alžběta Františka Marie Habsbursko-Lotrinská |  |                               |                                    |  |  |  |  |  |  |  |                               |
|                         |                                              |  |                               |                                    |  |  |  |  |  |  |  |                               |
|                         |                                              |  |                               | Fridrich II. Evžen Württemberský   |  |  |  |  |  |  |  |                               |
|                         |                                              |  |                               |                                    |  |  |  |  |  |  |  |                               |
|                         | Ludvík Württemberský                         |  |                               |                                    |  |  |  |  |  |  |  |                               |
|                         |                                              |  |                               |                                    |  |  |  |  |  |  |  |                               |
|                         |                                              |  |                               | Bedřiška Braniborsko-Schwedtská    |  |  |  |  |  |  |  |                               |
|                         |                                              |  |                               |                                    |  |  |  |  |  |  |  |                               |
|                         | Marie Dorotea Württemberská                  |  |                               |                                    |  |  |  |  |  |  |  |                               |
|                         |                                              |  |                               |                                    |  |  |  |  |  |  |  |                               |
|                         |                                              |  |                               | Karel Kristián Nasavsko-Weilburský |  |  |  |  |  |  |  |                               |
|                         |                                              |  |                               |                                    |  |  |  |  |  |  |  |                               |
|                         | Henrietta Nasavsko-Weilburská                |  |                               |                                    |  |  |  |  |  |  |  |                               |
|                         |                                              |  |                               |                                    |  |  |  |  |  |  |  |                               |
|                         |                                              |  |                               | Karolína Oranžsko-Nasavská         |  |  |  |  |  |  |  |                               |
|                         |                                              |  |                               |                                    |  |  |  |  |  |  |  |                               |